# TPK1
La tiamina pirofosfoquinasa 1 es una enzima que en humanos está codificada por el gen TPK1.
Este gen codifica una proteína, que existe como homodímero, que cataliza la conversión de tiamina en pirofosfato de tiamina un cofactor de algunas enzimas de las vías glicolítica y de producción de energía. Se han caracterizado variantes alternativas de corte y empalme transcripcional, que codifican diferentes isoformas. Los defectos en este gen son una causa del síndrome de disfunción del metabolismo de la tiamina-5.